# Trogs Peak
Trogs Peak är en bergstopp i Antarktis. Den ligger i Västantarktis. Argentina, Chile och Storbritannien gör anspråk på området. Toppen på Trogs Peak är 250 meter över havet. Trogs Peak ingår i Princess Royal Range.
Terrängen runt Trogs Peak är huvudsakligen kuperad, men västerut är den bergig. Havet är nära Trogs Peak åt nordost. Trakten är glest befolkad. Närmaste befolkade plats är Rothera Research Station, 18,6 kilometer söder om Trogs Peak. 